# Sepolture all'Hollywood Forever Cemetery
Quello che segue è un elenco di individui importanti sepolti o inumati all'Hollywood Forever Cemetery di Los Angeles, California, negli Stati Uniti.

## A
- David Abel (1883 - 1973), direttore della fotografia olandese
- Walter Ackerman (1881 - 1938), attore
- Bert Adams (1891 - 1940), giocatore della MLB[1]
- Constance Adams (1874 - 1960), attrice
- Don Adams (1923 - 2005), attore e comico[2]
- Louis Adlon (1908 - 1947), attore
- Renée Adorée (1898 - 1933), attrice francese naturalizzata statunitense
- Adrian (1903 - 1959), costumista (è sepolto accanto alla moglie Janet Gaynor)
- Helen Ainsworth (1902 - 1961), attrice e produttrice cinematografica
- James Alexander (1914 - 1961), attore
- Lester Allen (1891 - 1949), attore
- Murray Alper (1904 - 1984), attore
- Sylvia Ashley (1904 - 1977), attrice e socialite
- Agnes Ayres (1898 - 1940), attrice
- A.E. Anson, attore (1879 - 1936)
- Art Arthur (1911 - 1985), sceneggiatore
- Jessica Pepper Arthur (1913 - 2003), attrice
- Gertrude Astor (1887 - 1977), attrice
- Charles Avery (1873 - 1926), attore e regista

## B

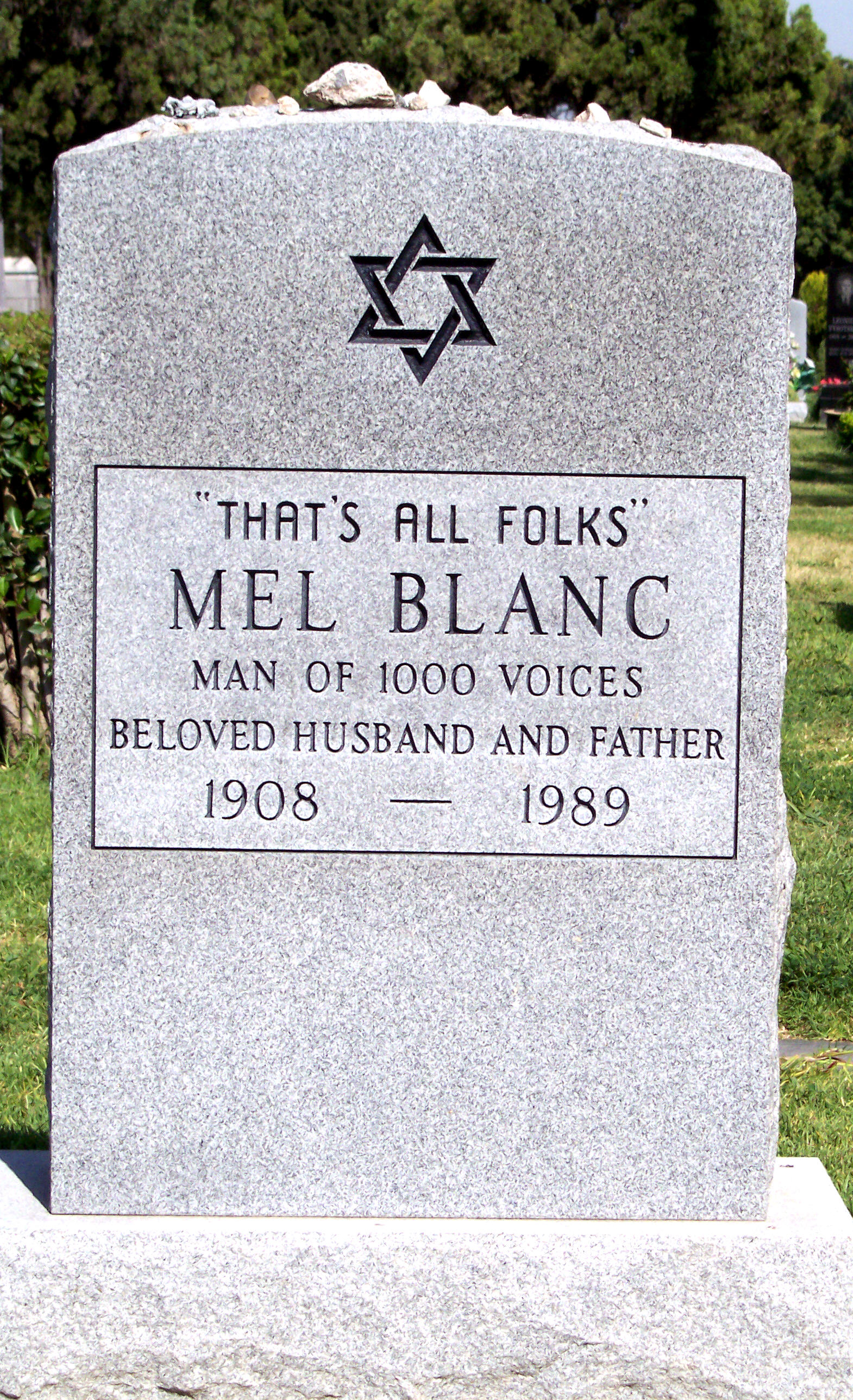
Tomba di Mel Blanc, l'epitaffio recita: "That's all Folks"

- Fred J. Balshofer (1877 - 1969), regista e produttore
- Leah Baird (1883 - 1971), attrice e sceneggiatrice
- William Beaudine (1892 - 1970), regista, attore e produttore cinematografico
- Tony Beckley (1927 - 1980), attore
- Chester Bennington (1976 - 2017), cantante (frontman dei Linkin Park)
- Elmer Berger (1891 - 1952), inventore del rear-view mirror
- Herman Bing (1889 - 1947), attore
- Mel Blanc (1908 - 1989), doppiatore, attore e comico
- El Brendel (1890 - 1964), attore e commediante
- Coral Browne (1913 - 1991), attrice australiana
- Peter Bruni (1931 - 1992), attore
- Edward Bunker (1933 - 2005), scrittore, sceneggiatore e attore
- Richard Blackwell (1911 - 2008), giornalista e stilista

## C
- Lynn Cartwright (1927 - 2004), attrice
- Orlando Costa (1929 - 2006), ministro portoghese
- Louis Calhern (1895 - 1956), attore
- Charles Chaplin Jr. (1925 - 1968), attore
- Hannah Chaplin (1865 - 1928), attrice , ballerina e cantante britannica
- Émile Chautard (1864 - 1934), regista, attore e sceneggiatore
- Chief Luther Standing Bear, attore Sioux
- Al Christie (1881 - 1951), regista, sceneggiatore e produttore cinematografico
- Charles Christie (1880 - 1955), proprietario di studi cinematografici
- William Andrews Clark Jr., (1877 - 1934), fondatore della Los Angeles Philharmonic
- Lana Clarkson (1962 - 2003), attrice e modella
- Otto Classen (1868 - 1939), artista
- Iron Eyes Cody (1907 - 1999), attore
- Harry Cohn (1891 - 1958), produttore cinematografico (fondatore della Columbia Pictures)
- Chris Cornell (1964 - 2017), cantante (leader dei Soundgarden)
- Alan Crosland (1894 - 1936), attore e regista

## D

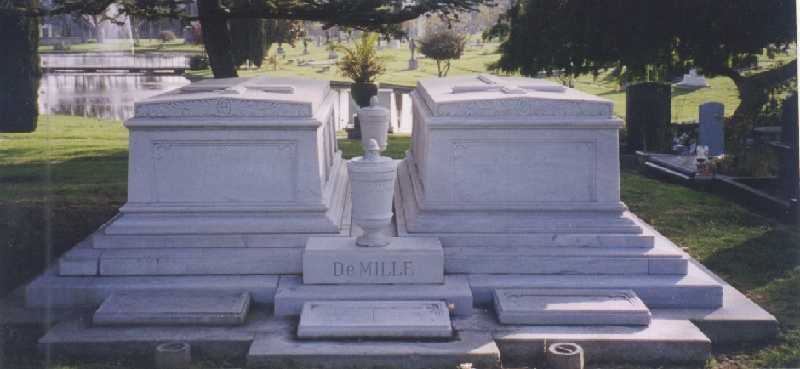
Tombe della famiglia DeMille

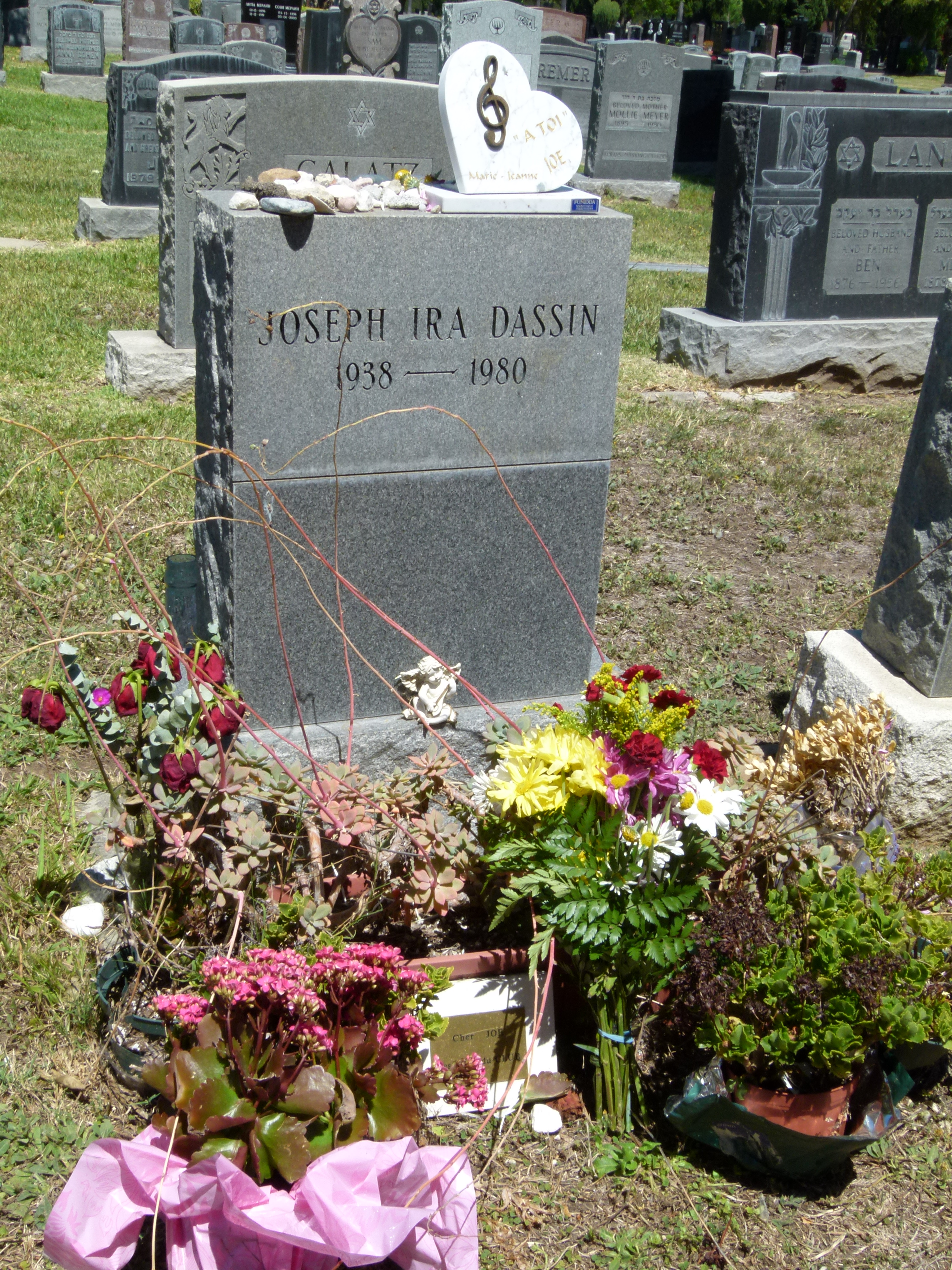
Tomba di Joe Dassin

- Orlando da Costa (1929 - 2006), ministro portoghese
- Dick Dale (1937 - 2019), chitarrista e pioniere della surf music
- Cass Daley (1915 - 1975), attrice, commediante e cantante
- Viola Dana (1897 - 1987), attrice[2]
- Karl Dane (1886 - 1934), attore
- Bebe Daniels (1901 - 1972), attrice[2]
- Joe Dassin (1938 - 1980), cantante di origini francese [2]
- Marion Davies (1897 - 1961), attrice[2][3]
- Reine Davies (1883 - 1938), attrice
- Rosemary Davies (1903 - 1963), attrice
- J. Gunnis Davis (1873 - 1937), attore e regista inglese
- Harry J. Davenport (1858 - 1929), attore
- Milla Davenport (1871 - 1936), attrice
- William De Vaull (1871 - 1945), attore
- Doris Deane (1901 - 1974), attrice
- Ashton Dearholt (1894 - 1942), attore
- Harry Delmar (1892 - 1984), produttore cinematografico e regista
- Cecil B. DeMille (1881 - 1959), regista e produttore cinematografico [1][2][3]
- Constance Adams DeMille (1874 - 1960), attrice (moglie di Cecil B. DeMille)
- William C. deMille (1878 - 1955), regista e scrittore
- Barry Dennen (1938 - 2017), cantante, attore e sceneggiatore
- Basil Dickey (1880 - 1958), sceneggiatore
- Gloria Dickson (1917 - 1945), attrice
- John Francis Dillon (1884 - 1934), attore e regista
- Andreas Dippel (1866 - 1932), cantante d'opera
- Molly Dodd (1921 - 1981), attrice
- Frances Drake (1912 - 2000), attrice
- Larry Drake (1949 - 2016), attore e doppiatore
- Jesse Duffy (1894 - 1952), sceneggiatore
- Bobby Dunn (1890 - 1937), attore e commediante
- Richard Dunn (1936 - 2010), attore[4]
- Elmer Dyer (1892 - 1970), direttore della fotografia

## E
- Maude Eburne (1875 - 1960), attrice
- Nelson Eddy (1901 - 1967), attore e cantante
- Kaye Valerie Elhardt (1935 - 2004), attrice

## F
- Douglas Fairbanks (1883 - 1939), attore
- Douglas Fairbanks, Jr. (1909 - 2000), attore
- Maude Fealy (1883 - 1971), attrice
- Charles K. Feldman (1904 - 1968), agente e produttore
- Walter L. Ferris (1883 - 1965), sceneggiatore
- Flora Finch (1869 - 1940), attrice britannica
- Peter Finch (1916 - 1976), attore
- Victor Fleming (1889 - 1949), regista
- Kathleen Freeman (1919 - 2001), attrice
- Joe Frisco (1889 - 1958), attore e commediante
- Leo Fuchs (1911 - 1994), attore

## G
- William Gable (1870 - 1948), padre dell'attore Clark Gable
- Ed Gardner (1901 - 1963), attore e commediante
- Eugene Gaudio (1886 - 1920), direttore della fotografia
- Janet Gaynor (1906 - 1984), attrice (moglie del costumista Adrian, sepolto accanto a lei)
- Carmelita Geraghty (1901 - 1966), attrice, moglie di Carey Wilson
- Maury Gertsman (1907 - 1999), direttore della fotografia
- Estelle Getty (1923 - 2008), attrice
- Leo Gordon (1922 - 2000), attore (marito di Lynn Carwright)
- Elinor Remick Warren Griffin (1900 - 1991),[5] compositrice di musica contemporanea
- Griffith J. Griffith (1850 - 1919), donatore di fondi al cimitero
- Judy Garland (1922 - 1969), attrice e cantante (ex-moglie di Vincente Minnelli, madre di Liza Minnelli e di Lorna Luft)

## H

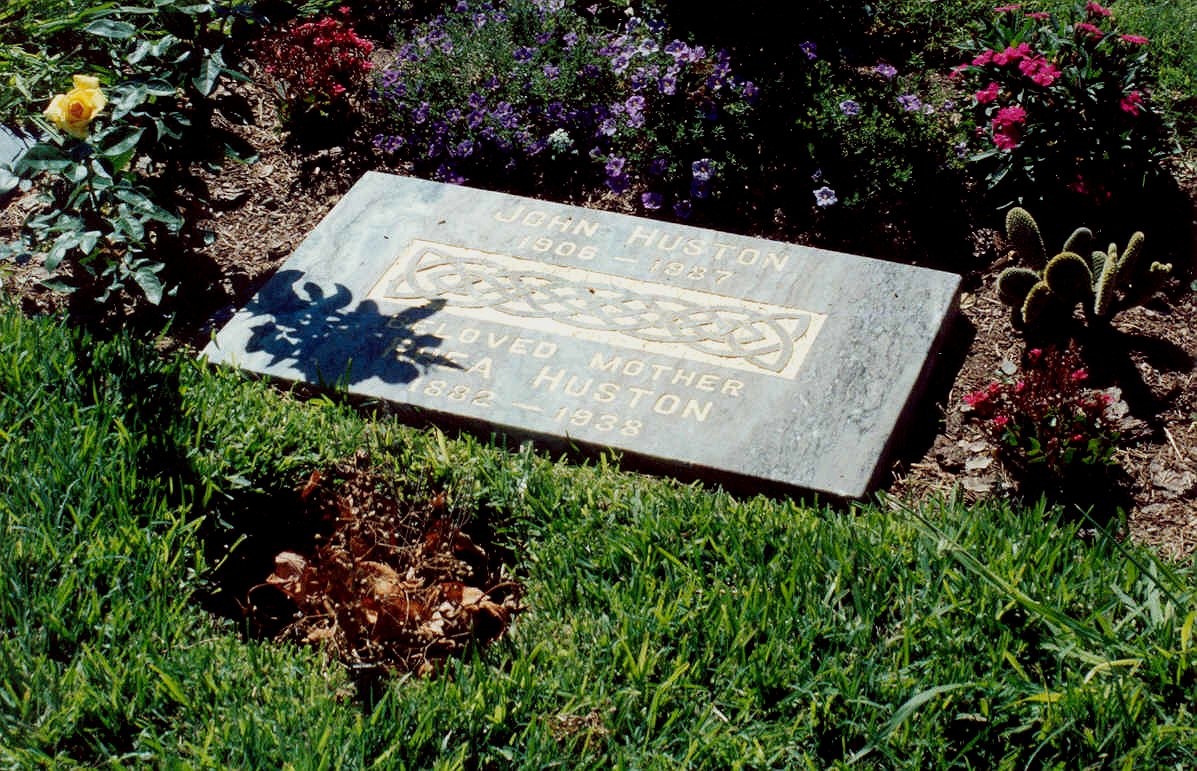
Tomba di John Huston

- George Hackathorne (1896 - 1940), attore
- Joan Hackett (1934 - 1983), attrice[2]
- Harry Hains (1992 - 2020), attore, modello e musicista australiano (figlio di Jane Badler)
- Bianca Halstead (1965 - 2001), musicista
- Harley Hamilton (1861 - 1933), musicista
- John R. Hamilton (1887 - 1958), regista e attore
- Curtis Harrington (1926 - 2007), regista e sceneggiatore
- Kenneth Harlan (1895 - 1967), attore
- Valerie Harper (1939 - 2019), attrice
- Mildred Harris (1901 - 1944), attrice[2]
- Don C. Harvey (1911 - 1963), attore
- Jean Havez (1869 - 1925), cantautore
- Wanda Hawley (1895 - 1963), attrice
- Lennie Hayton (1908 - 1971), compositore
- Lillie Hayward (1891 - 1977), attrice e sceneggiatrice
- Anne Heche (1969 - 2022), attrice, regista e sceneggiatrice
- Pauline Pfeiffer Hemingway (1895 - 1951), moglie di Ernest Hemingway
- Woody Herman (1913 - 1987), musicista e clarinettista
- Benjamin Franklin Hilliker (1843 - 1916), militare della Union Army, insignito della Medal of Honor nel 1863[6]
- Darla Hood (1931 - 1979), attrice e cantante
- David Horsley (1873 - 1933), produttore cinematografico inglese (costruttore del primo studio cinematografico di Hollywood)
- Jean Howard (1910 - 2000), attrice e fotografa
- Rance Howard (1928 - 2017), attore (padre di Ron Howard)
- H. Bruce Humberstone (1901 - 1984), attore e regista
- William J. Hunsaker (1855 - 1933), politico e avvocato
- John Huston (1906 - 1987), attore, regista e sceneggiatore[1][2]
- Halyna Hutchins (1979 - 2021), direttore della fotografia

## J
- Steve James (1952 - 1993), attore
- Rick Jason (1923 - 2000), attore
- Herb Jeffries (1913 - 2014), cantante e attore
- Christopher Jones (1941 - 2014), attore
- Quincy Jones (1933 - 2024), arrangiatore, direttore d’orchestra, produttore discografico, compositore, trombettista e attivista
- Walter Jurmann (1903 - 1971), compositore
- Fran Jeffries (1937 - 2016), attrice e cantante

## K
- Bronisław Kaper (1902 - 1983), compositore
- Zoltán Korda (1895 - 1961), regista e sceneggiatore ungherese (poi britannico)
- Erich Wolfgang Korngold (1897 - 1957), compositore

## L
- Arthur Lake (1905 - 1987), attore
- Barbara La Marr (1896 - 1926), attrice
- Martin Landau (1888 - 1966), agente (sua cliente fu Jean Harlow)
- Jesse L. Lasky (1880 - 1958), produttore cinematografico (fondò la Famous Players-Lasky Corporation, che divenne poi la Paramount Pictures)
- Jesse Lasky Jr. (1908 - 1988), sceneggiatore (figlio di Jesse L. Lasky)
- Florence Lawrence (1890 - 1938), attrice e inventrice canadese
- Henry Lehrman (1886 - 1946), regista, sceneggiatore e attore
- Elmo Lincoln (1889 - 1952), attore
- Edwin Little (1955 - 2003), autore
- Walter Long (1879 - 1952), attore
- Peter Lorre (1904 - 1964), attore ungherese naturalizzato statunitense
- David Lynch (1946 - 2025), regista, sceneggiatore, attore, musicista, produttore cinematografico e pittore
- Ben Lyon (1901 - 1979), attore, regista e produttore cinematografico
- Edward Eugene Lyon (1871-1931), soldato (insignito della Medal of Honor)

## M
- Jeanie MacPherson (1887 - 1946), attrice e sceneggiatrice
- Leo D. Maloney (1888 - 1929), attore, regista e sceneggiatore
- Hank Mann (1887 - 1971), attore
- Jayne Mansfield (1933 - 1967), attrice (ha un cenotafio; è sepolta al Fairview Cemetery)
- Tully Marshall (1864 - 1943), regista e produttore cinematografico
- Hattie McDaniel (1895 - 1952), attrice (ha un cenotafio; è sepolta all'Angelus Rosedale Cemetery)
- Darren McGavin (1922 - 2006), attore
- Adolphe Menjou (1890 - 1963), attore
- Alyce McCormick (1904 - 1932), attrice
- Ken Miles (1918 - 1966), pilota automobilistico
- Sybil Adrian Merritt (1923 - 2004), attrice
- Charles B. Middleton (1874 - 1949), attore
- Arthur C. Miller (1895 - 1970), direttore della fotografia
- Sidney Miller (1916 - 2004), attore
- Laura Spellman-Middleton (1890 - 1945), attrice
- Paul Muni (1895 - 1967), attore

## N
- Nat Nadajan (1902 - 1974), attore
- John Neilson (1944 - 2000), attore
- Dudley Nichols (1895 - 1960), sceneggiatore e regista
- Maila Nurmi (Vampira) (1922 - 2008), attrice, modella e personaggio televisivo finlandese naturalizzata statunitense

## O
- Donald Allen Oreck (1930 - 2006), attore
- Harrison Gray Otis (1837 - 1917), editore del Los Angeles Times

## P
- Art Pepper (1925 - 1982), sassofonista di jazz
- Barbara Pepper (1915 - 1969), attrice
- Eleanor Powell (1912 - 1982), attrice e ballerina
- Tyrone Power (1914 - 1958), attore

## Q
- Christopher Quinn, figlio dell'attore Anthony Quinn, che morì in un incidente (1938 - 1941)

## R

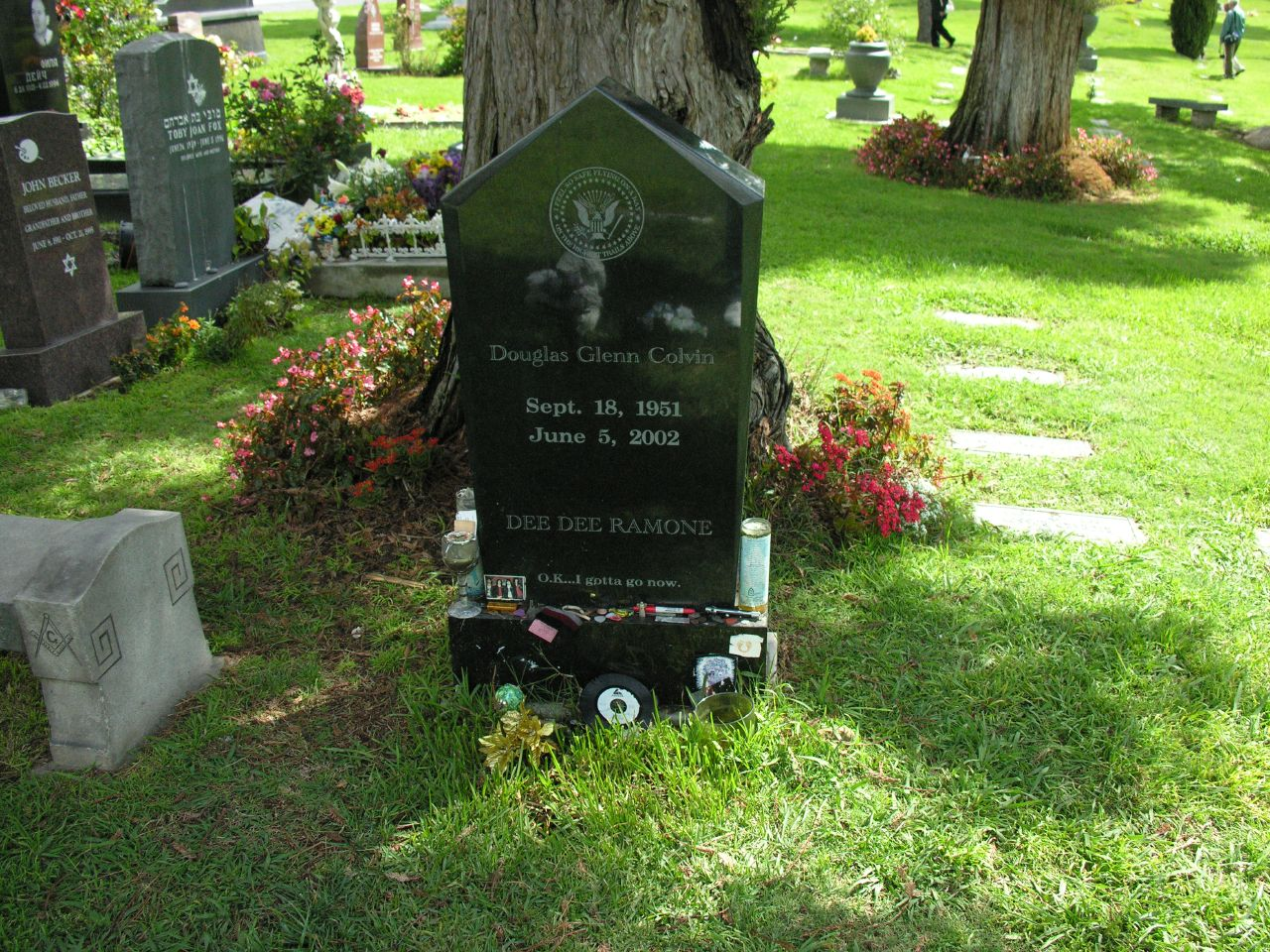
Tomba di Dee Dee Ramone

- Luther James Rabb (1942 - 2006), musicista
- Dee Dee Ramone (1951 - 2002), musicista e rapper (membro dei Ramones)
- Cenotafio di Johnny Ramone (1948 - 2004), chitarrista (membro dei Ramones)
- Virginia Rappe (1891 - 1921), modella e attrice
- Marie Rappold (1879 - 1957), cantante d'opera
- Lance Reddick (1962 - 2023), attore e musicista
- Pedro Regas (1897 - 1974), attore
- Burt Reynolds (1936 - 2018), attore e regista
- Nelson Riddle (1921 - 1985), compositore, arrangiatore e direttore d'orchestra (1921-1985)
- Al Ritz (1901 - 1965), attore e commediante
- Harry Ritz (1904 1985), attore e commediante
- Jimmy Ritz (1907 - 1986), attore e commediante
- Theodore Roberts (1861 - 1928), attore
- Edward G. Robinson Jr. (1933 - 1974), figlio dell'attore Edward G. Robinson
- Harold Rosson (1895 - 1988), direttore della fotografia
- Jules Roth (1900 - 1998), manager di Hollywood Forever

## S
- Tom Santschi (1880 - 1931), attore
- Joseph Schildkraut (1896 - 1964), attore
- Leon Schlesinger (1884 - 1949), capo dell'animazione alla Warner Bros.
- Tony Scott (1944 - 2012), regista e produttore
- Vito Scotti (1918 - 1996), attore
- Rolfe Sedan (1896 - 1982), attore
- Aron Semel, sopravvissuto all'Olocausto
- Peggy Shannon (1910 - 1941), attrice
- Ronald Shedlo (1940 - 2007), produttore
- Ann Sheridan (1915 - 1967), attrice
- Bugsy Siegel (1906 - 1947), gangster
- Paul Sorvino (1939 - 2022), attore e regista
- Ford Sterling (1883 - 1939), attore e regista
- Carl "Alfalfa" Switzer (1927-1959), attore
- Harold Switzer (1925 - 1967), attore
- Yma Sumac (1922 - 2008), soprana peruviana

## T
- Constance Talmadge (1898 - 1973), attrice
- Natalie Talmadge (1896 - 1969), attrice
- Norma Talmadge (1894 - 1957), attrice e produttrice cinematografica
- Eva Tanguay (1879 - 1947), cantante
- Estelle Taylor (1894 - 1958), attrice
- William Desmond Taylor (1872 - 1922), regista, attore e produttore cinematografico irlandese naturalizzato statunitense
- Verree Teasdale (1906 - 1987), attrice (moglie di Adolphe Menjou)
- Wilhelm Thiele (1890 - 1975), regista e sceneggiatore austriaco naturalizzato statunitense
- Charles Toberman (1880 - 1981), costruttore del Roosevelt Hotel
- Gregg Toland (1904 - 1948), direttore della fotografia
- Noel Toy (1918 - 2003), attrice e ballerina (moglie di Carleton Young)

## U
- Edgar Ulmer (1904 - 1972), regista, scenografo e sceneggiatore austriaco

## V

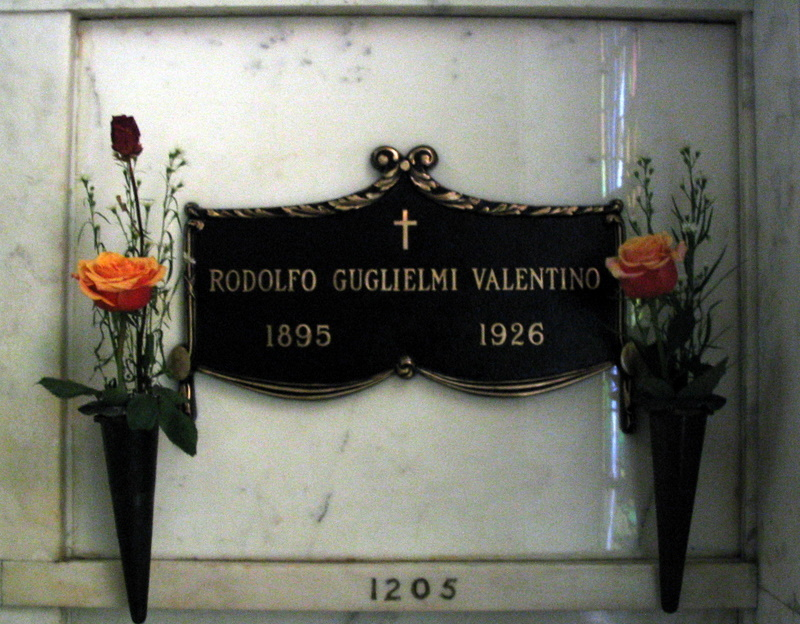
Tomba di Rodolfo Valentino

- Rodolfo Valentino (1895 - 1926), attore e ballerino italiano[3][7]
- Truman Van Dyke (1897 - 1984), attore
- Queenie Vassar (1870 - 1960), attrice (moglie dell'attore Joseph Cawthorn)
- Harry John Vejar (1889 - 1968), attore
- Dorothy Vernon (1875 - 1970), attrice
- James Victor (1939 - 2016), attore dominicano naturalizzato statunitense[8]
- Oleg Borisovič Vidov (1943 - 2017), attore russo[9]
- Michael Visaroff (1892 - 1951), attore
- Nina Visaroff (1885 - 1938), attrice (moglie dell'attore Michael Visaroff)

## W
- George D. Wallace (1917 - 2005), attore
- Jean Wallace (1923 - 1990), attrice
- Franz Waxman (1906 - 1967), compositore tedesco naturalizzato statunitense[7]
- Steve Wayne (1920 - 2004), attore
- Clifton Webb (1889 - 1966), attore[2][10]
- Scott Weiland (1967 - 2015), cantautore (voce dei Stone Temple Pilots)
- Ern Westmore (1904 - 1967), truccatrice[10]
- David White (1916 - 1990), attore
- Jonathan White, figlio dell'attore David White (vittima del terrorismo)
- Marjorie White (1904 - 1935), attrice[10]
- Hobart Johnstone Whitley (1847 - 1931), imprenditore canadese naturalizzato statunitense (sviluppatore immobiliare che ha contribuito a creare la suddivisione di Hollywood)
- Harvey Henderson Wilcox (1832 - 1891), fondatore della città di Hollywood[2][10]
- Rozz Williams (1963 - 1998), cantante (fondatore della death rock band, Christian Death)
- Holly Woodlawn (1946 - 2015), attrice portoricana naturalizzata statunitense
- Fay Wray (1907 - 2004), attrice canadese naturalizzata statunitense[2][7]

## Y
- Anton Yelchin (1989 - 2016), attore russo naturalizzato statunitense
- Duke York (1908 - 1952), attore
- Francine York (1936 - 2017), attrice
- Victor Young (1899 - 1956), compositore

## Z
- Eric Zeisl (1905 - 1959), compositore